# Impasse de la Mare
Impasse de la Mare är en återvändsgata i Quartier de Belleville i Paris tjugonde arrondissement. Gatan är uppkallad efter en gammal damm med Belleville-vatten. Impasse de la Mare börjar vid Rue de la Mare 14.

## Omgivningar
- Notre-Dame-de-la-Croix de Ménilmontant
- Passerelle de la Mare
- Rue de l'Élysée-Ménilmontant
- Rue de Liban

## Bilder
| - Gatuskylt. - Notre-Dame-de-la-Croix de Ménilmontant |

## Kommunikationer
- Tunnelbana – linje  – Ménilmontant
- Tunnelbana – linje  – Couronnes
- Busshållplats Henri Chevreau – Paris bussnät

### Webbkällor
- ”Impasse de la Mare”. Mairie de Paris. https://web.archive.org/web/20150910125249/http://www.v2asp.paris.fr/commun/v2asp/v2/nomenclature_voies/Voieactu/5963.nom.htm. Läst 19 februari 2024.
- ”Impasse de la Mare (20ème arrondissement)”. Les rues de Paris. https://web.archive.org/web/20160409042556/http://www.parisrues.com/rues20/paris-20-impasse-de-la-mare.html. Läst 19 februari 2024.